# 티모 베스
티모 베스(독일어: Timo Weß, 1982년 7월 2일~)는 독일의 은퇴한 필드하키 선수로 현역 시절 포지션은 수비수이다. 2000년에 프로 선수가 되었고, 2001년부터 국가대표팀 선수가 되어 올림픽에서 금메달 2개, 동메달 1개를 획득했다. 또한 월드컵에서 2회 우승, 챔피언스트로피에서 1회 우승, 2회 준우승, 유럽 선수권 대회에서 1회 우승을 딜성했다.
동생인 베냐민도 필드하키 선수이다.